# Emperor
Emperor – norweski zespół muzyczny wykonujący black metal. Powstał w 1991 roku w Notodden z inicjatywy Vegarda „Ihsahna” Tveitana i Tomasa „Samotha” Haugena. W 2001 roku z dorobkiem czterech albumów studyjnych formacja została rozwiązana. W latach późniejszych (2005–2007, 2013–2014, 2016-) zespół trzykrotnie wznawiał działalność na potrzeby koncertów.
Emperor zaliczany jest do drugiej fali black metalu oraz określany jest jako jeden z najbardziej wpływowych w historii gatunku.

## Historia

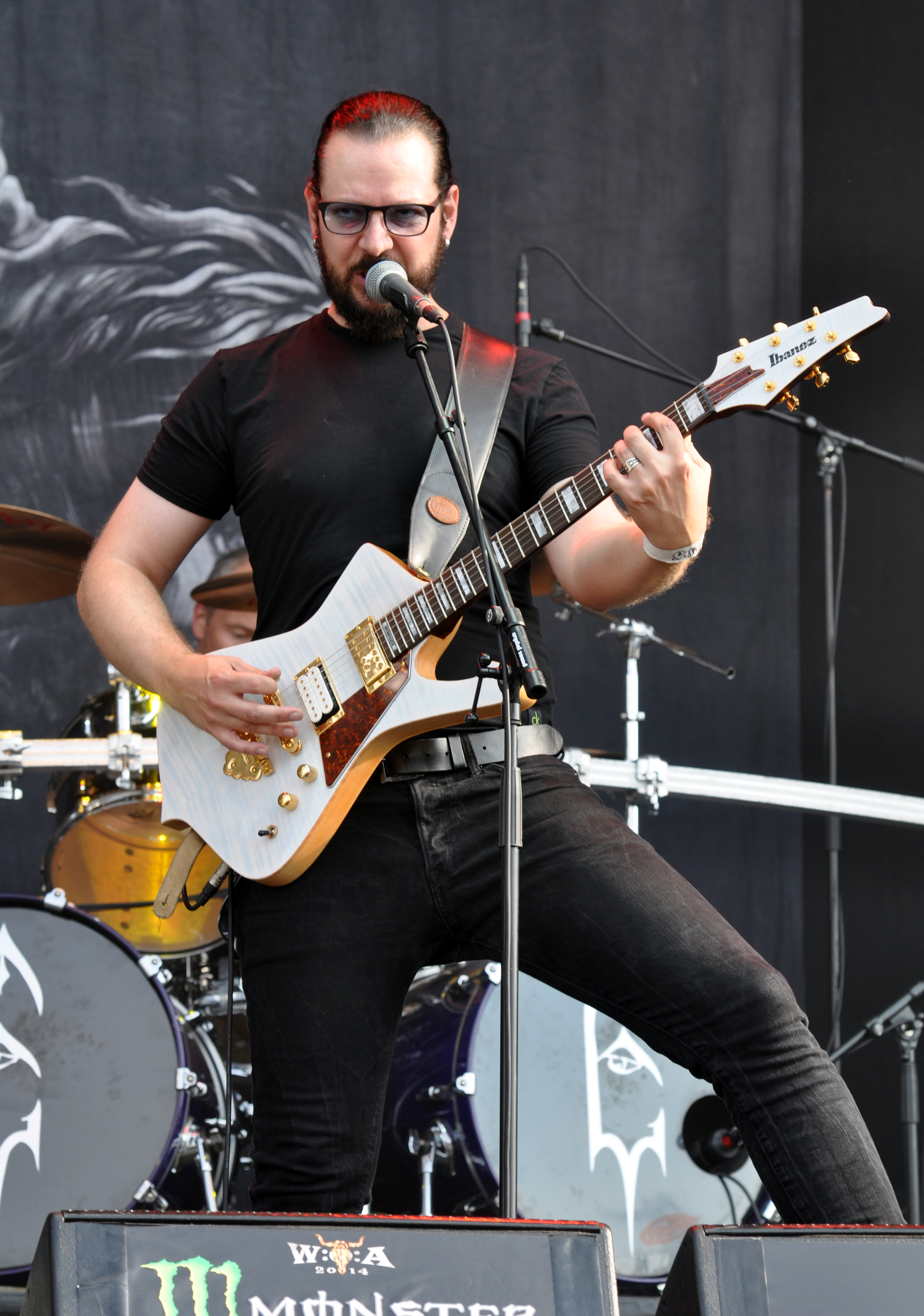
Vegard „Ihsahn” Tveitan, 2014

Emperor został utworzony w Notodden w Norwegii wiosną 1991 roku. Początkowo składał się z perkusisty Tomasa „Samotha” Haugena (mimo że w poprzednim zespole Thou Shalt Suffer występował jako gitarzysta), drugiego gitarzysty i wokalisty Vegarda „Ihsahna” Tveitana oraz basisty Håvarda „Mortiisa” Ellefsena. W 1992 roku nagrał demo Wrath of the Tyrant, które obecnie wśród fanów zespołu ma status kultowy. Jeszcze tego samego roku grupa podpisała kontrakt z brytyjską wytwórnią płytową Candlelight Records i nagrała materiał na tzw. split z innym norweskim zespołem Enslaved, który to materiał został wydany w 1993 roku. Już podczas nagrywania tego wydawnictwa nastąpiły zmiany w składzie: Samoth został gitarzystą a nowym perkusistą został Bård „Faust” Eithun, a po jego wydaniu Mortiis opuścił zespół, a na jego miejsce został przyjęty Terje Vik „Tchort” Shei.
Reakcje podziemnej prasy metalowej na temat dotychczasowej twórczości zespołu były bardzo pozytywne, a sam Emperor zajął się nagrywaniem swojego debiutanckiego albumu In the Nightside Eclipse, wydanego ostatecznie w 1994 roku. Dzięki niemu zespół uzyskał ogólnoświatowe uznanie i liczne grono fanów. W tym czasie w Norwegii odnotowano liczne przestępstwa, głównie na tle antychrześcijańskim, w które zamieszani byli muzycy zespołu. Z tego powodu w 1994 roku Faust, Samoth i Tchort zostali skazani na kary pozbawienia wolności od roku do dwóch lat, a w przypadku Fausta było to 14 lat (z których odbył 9).
W 1996 roku grupa w składzie z Ihsahnem, Samothem oraz nowymi muzykami – gitarzystą basowym Jonasem Alverem i perkusistą Trymem Torsonem nagrała minialbum Reverence, będący zapowiedzią drugiego albumu Anthems to the Welkin at Dusk. Płyta została Albumem Roku w wielu czasopismach metalowych na całym świecie (m.in. w brytyjskim Terrorizer czy amerykańskim Metal Maniacs). Po wydaniu płyty Emperor odbył szeroką trasę koncertową, grając m.in. na festiwalach Dynamo Open Air czy Milwaukee Metalfest w 1998 roku. Po zakończeniu trasy Alver opuścił zespół, a rolę basisty przejął Ihsahn.
Następny album IX Equilibrium, wydany w 1999 roku był również określany jako przełomowy – był inicjatorem gatunku określanego jako „blackened death metal”, czyli połączenia black i death metalu. Wydaniu płyty towarzyszyła zakrojona na szeroką skalę trasa koncertowa, w trakcie której zespół występował jako specjalny gość Morbid Angel w Europie, a w Stanach Zjednoczonych rozpoczynał koncerty z Kings of Terror. Trasa ta została zarejestrowana i wydana na DVD Emperial Live Ceremony oraz jako płyta kompaktowa.

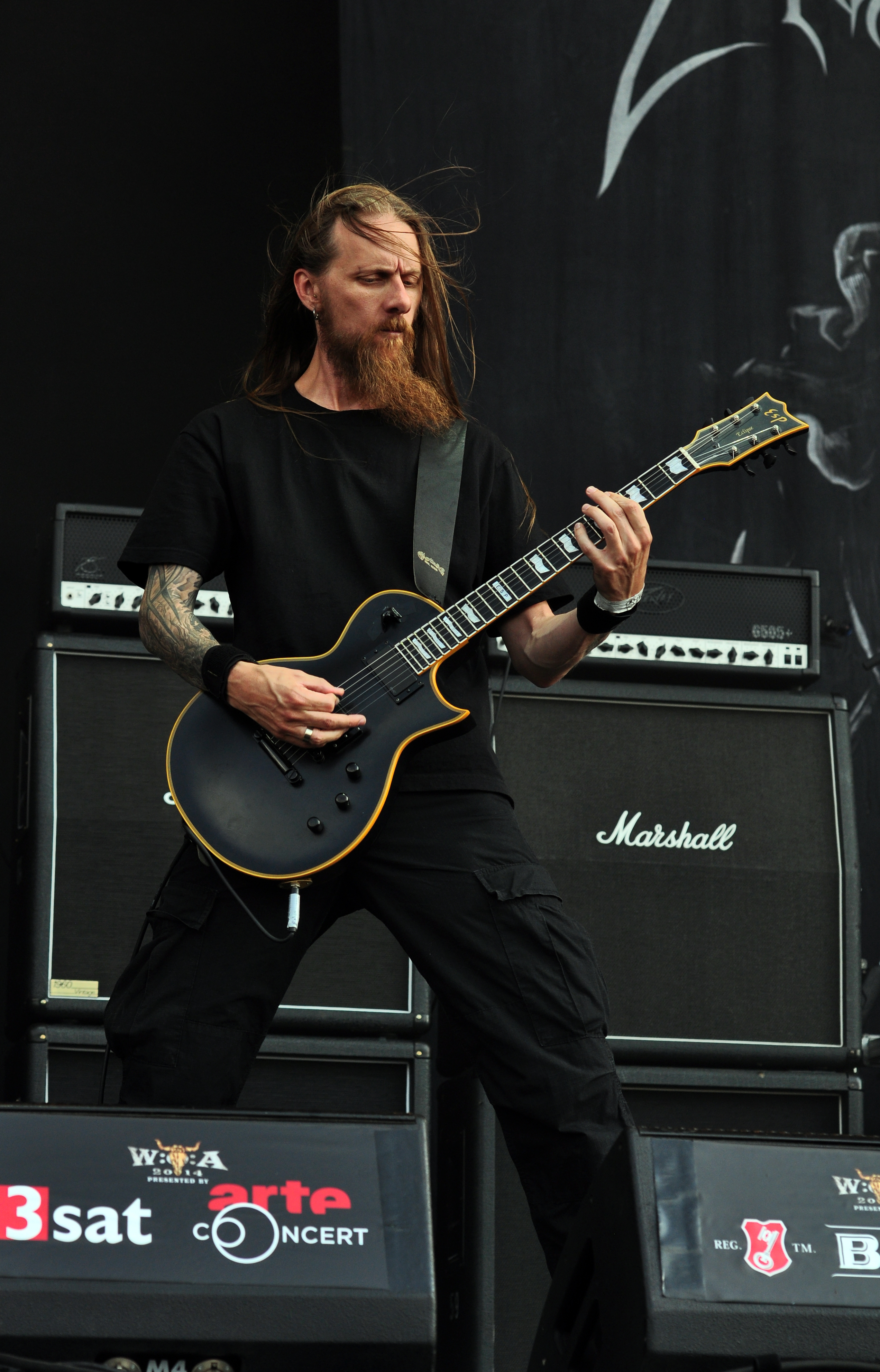
Tomas „Samoth” Haugen, 2014

W 2001 roku grupa wydała czwartą i ostatnią płytę Prometheus – The Discipline of Fire & Demise. Do utworu Empty zrealizowano teledysk. Równocześnie z wydaniem albumu, zespół ogłosił zakończenie kariery, spowodowane rozbieżnościami stylistycznymi jego członków. W 2003 roku została wydana dwupłytowa kompilacja „best of” Scattered Ashes: A Decade of Emperial Wrath. We wrześniu 2005 roku Emperor niespodziewanie pojawił się w Oslo, zapowiadając swój powrót. Podczas krótkiego występu złożonego z trzech utworów, zespół potwierdził serię koncertów w Stanach Zjednoczonych oraz Europie, mających mieć miejsce w 2006 oraz 2007 roku.
W 2006 roku Emperor wystąpił na festiwalach Inferno Metal Festival i Wacken Open Air oraz czterech koncertach w Los Angeles i Nowym Jorku w Stanach Zjednoczonych. W 2007 roku odbyły się 3 amerykańskie i 2 europejskie koncerty (jeden w maju, pozostałe w czerwcu). W 2009 roku ukazało się DVD pt. Live Inferno, stanowiące zapis koncertu grupy z festiwalu Wacken 2006 oraz dokumentujące trasę zespołu na przestrzeni 2006 i 2007 roku. W tym samym roku wydany został również album koncertowy pt. Live at Wacken Open Air 2006.
W połowie 2013 roku zespół ogłosił swój kolejny powrót z okazji zbliżającej się 20 rocznicy wydania pierwszego albumu In the Nightside Eclipse. Z okazji jubileuszu w miejsce Tryma Torsona zespół zaangażował oryginalnego perkusistę Bårda „Fausta” Eithuna. Na tę okoliczność, w 2014 roku Emperor wystąpił w ramach serii ekskluzywnych koncertów w Europie oraz Japonii. Trasa obejmowała między innymi występy na festiwalach w Wacken Open Air, Sweden Rock Festival, Tuska Open Air Metal Festival, Hellfest oraz Bloodstock, na których zespół zagrał wszystkie utwory z debiutanckiego albumu.
W 2015 roku ukazał się zestaw pt. The Complete Works zawierający pełną dyskografię zespołu, wszystkie wydawnictwa demo, EP, oraz live, a także album zdjęciowy dokumentujący działalność grupy na przestrzeni lat aktywności. Całość została wydana wyłącznie na płytach winylowych jako edycja ściśle limitowana. W sierpniu 2016 roku Emperor zapowiedział swój powrót, potwierdzając udział w festiwalach Wacken Open Air oraz Brutal Assault w 2017 roku. Oficjalnym powodem reaktywacji grupy jest 20 rocznica wydania albumu Anthems to the Welkin at Dusk.

## Muzycy
Obecny skład zespołu

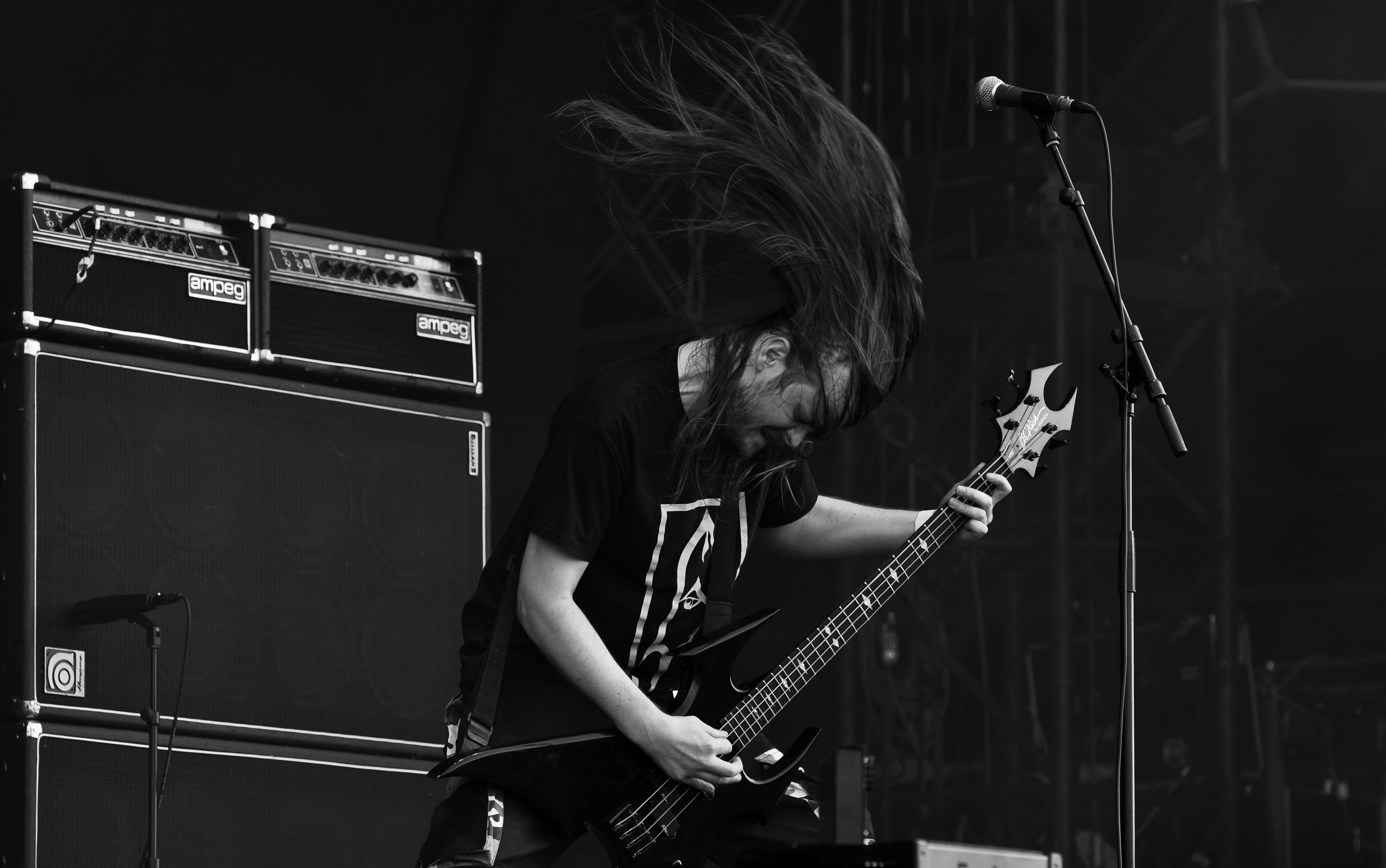
Odd „Secthdaemon” Tony, 2014

- Vegard „Ihsahn” Tveitan – wokal prowadzący, gitara (1991–2001, 2005–2007, 2013–2014, od 2016), instrumenty klawiszowe (1991–2001), gitara basowa (1999–2001)
- Tomas „Samoth” Haugen – perkusja (1991–1992), gitara (1991–2001, 2005–2007, 2013–2014, od 2016)
- Trym Torson – perkusja (1996–2001, 2005–2007, 2014, od 2016)

Obecni muzycy koncertowi
- Odd „Secthdaemon” Tony – gitara basowa, wokal wspierający (2005–2007, 2013–2014, od 2016)
- Einar Solberg – instrumenty klawiszowe, wokal wspierający (2005–2007, 2013–2014, od 2016)

| Byli muzycy koncertowi i sesyjni - Vidar „Ildjarn” Våer – gitara basowa (1993) - Jan Erik „Tyr” Tiwaz – gitara basowa (1998–2001) - Joachim „Charmand Grimloch” Rygg – instrumenty klawiszowe (1998–2001) - Steinar Sverd Johnsen – instrumenty klawiszowe (1994–1995) - Jan Axel „Hellhammer” Blomberg – perkusja (1992) - Per „Dirge Rep” Husebø – perkusja (1996) |  | Byli członkowie zespołu - Håvard „Mortiis” Ellefsen – gitara basowa (1991–1992) - Terje Vik „Tchort” Shei – gitara basowa (1993–1994) - Jonas Alver – gitara basowa (1995–1998) - Bård „Faust” Eithun – perkusja (1992–1994, 2013–2014) |

## Dyskografia

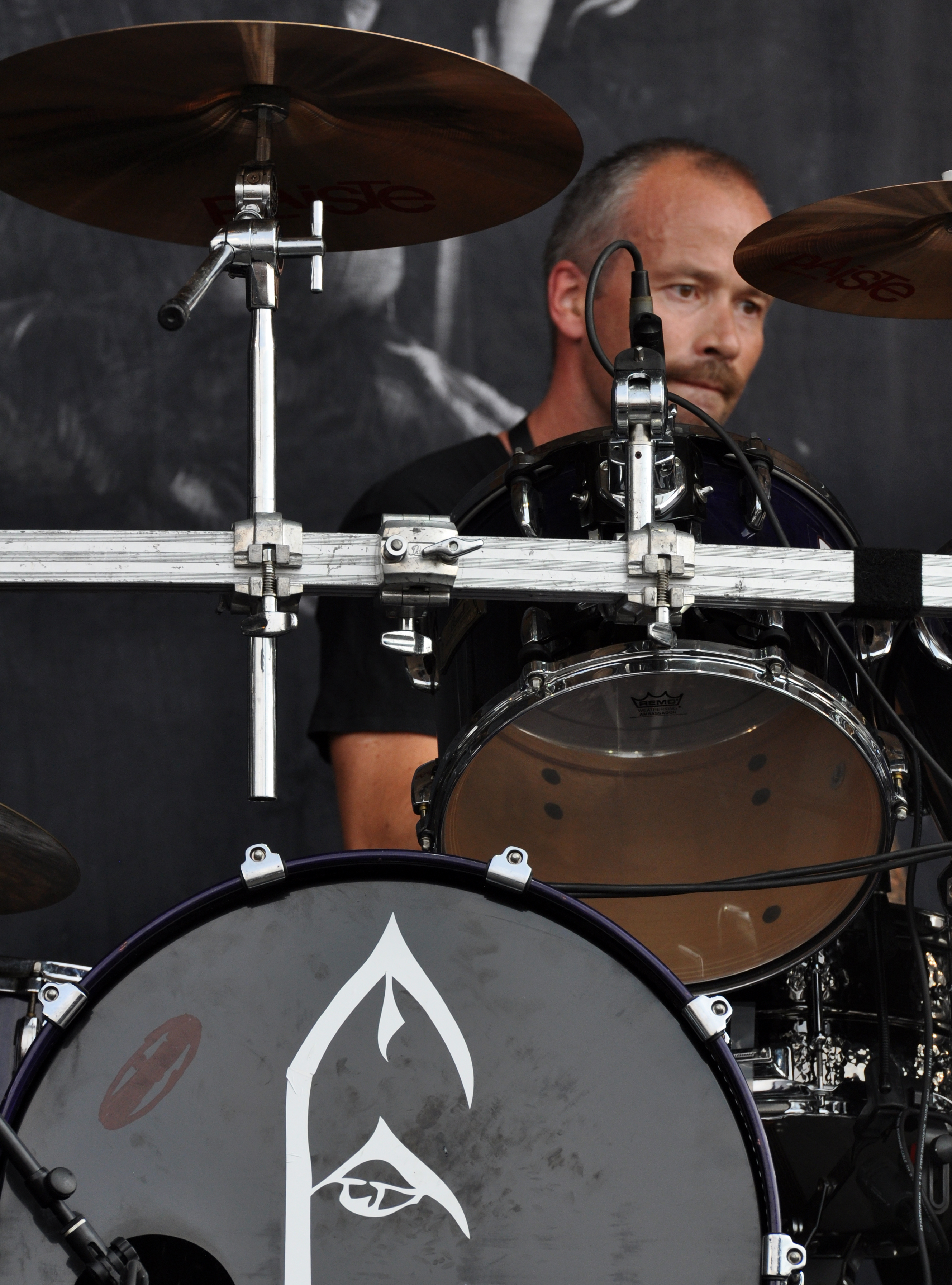
Bård „Faust” Eithun, 2014

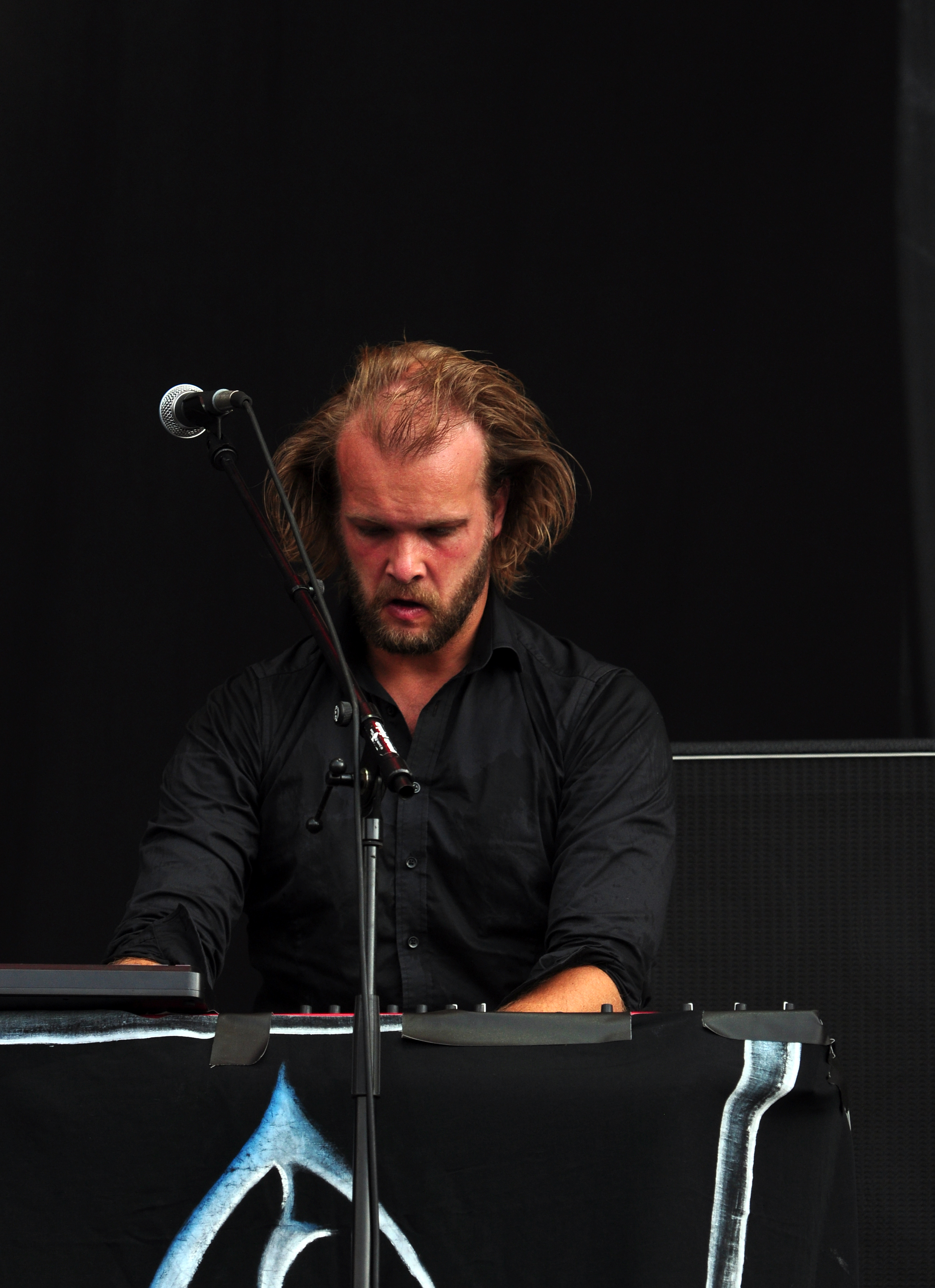
Einar Solberg, 2014

Albumy studyjne
| In the Nightside Eclipse                     | - Data: 21 lutego 1994 - Wydawca: Candlelight Records       | –  | 206 |               |
| Anthems to the Welkin at Dusk                | - Data: 8 lipca 1997 - Wydawca: Candlelight Records         | 28 | –   | - USA: 18260+ |
| IX Equilibrium                               | - Data: 23 listopada 1999 - Wydawca: Candlelight Records    | 36 | –   | - USA: 10820+ |
| Prometheus – The Discipline of Fire & Demise | - Data: 22 października 2001 - Wydawca: Candlelight Records | –  | –   |               |
| „–” oznacza, że album nie był notowany.      |                                                             |    |     |               |

Minialbumy
| Emperor                                 | - Data: 12 października 1993 - Wydawca: Candlelight Records | –  |
| As the Shadows Rise                     | - Data: 22 sierpnia 1994 - Wydawca: Candlelight Records     | –  |
| Reverence                               | - Data: 11 października 1996 - Wydawca: Candlelight Records | 10 |
| „–” oznacza, że album nie był notowany. |                                                             |    |

Albumy wideo
| Emperial Live Ceremony                  | - Data: 15 maja 2000 - Wydawca: Candlelight Records     | –  |
| Live at Wacken Open Air 2006            | - Data: 21 kwietnia 2009 - Wydawca: Candlelight Records | –  |
| Live Inferno                            | - Data: 20 kwietnia 2009 - Wydawca: Candlelight Records | 13 |
| „–” oznacza, że album nie był notowany. |                                                         |    |

Kompilacje
| Tytuł                                       | Dane dot. albumu                                        |
| ------------------------------------------- | ------------------------------------------------------- |
| Emperor/Wrath of the Tyrant                 | - Data: 1998 - Wydawca: Candlelight Records             |
| Emperial Vinyl Presentation (box set)       | - Data: 1 maja 2001 - Wydawca: Candlelight Records      |
| Scattered Ashes: A Decade of Emperial Wrath | - Data: 27 stycznia 2003 - Wydawca: Candlelight Records |
| The Complete Works (box set)                | - Data: grudzień 2015 - Wydawca: Blood Music            |

Kompilacje różnych wykonawców
| Tytuł                                                  | Dane dot. albumu                                |
| ------------------------------------------------------ | ----------------------------------------------- |
| Originators of Northern Darkness – A Tribute to Mayhem | - Data: 2 maja 2001 - Wydawca: Avantgarde Music |

Splity
| Tytuł                                    | Dane dot. albumu                                       |
| ---------------------------------------- | ------------------------------------------------------ |
| Emperor/Hordanes Land (split z Enslaved) | - Data: 20 czerwca 1993 - Wydawca: Candlelight Records |
| Thorns vs. Emperor (split z Thorns)      | - Data: 14 lipca 1999 - Wydawca: Moonfog Productions   |

Dema
| Tytuł               | Dane dot. albumu                                |
| ------------------- | ----------------------------------------------- |
| Wrath of the Tyrant | - Data: 11 lipca 1992 - Wydawca: wydanie własne |

## Nagrody i wyróżnienia
| Rok  | Kategoria   | Tytułem                                      | Nagroda                         | Nota      | Źródło |
| ---- | ----------- | -------------------------------------------- | ------------------------------- | --------- | ------ |
| 2001 | Metal       | Prometheus – The Discipline of Fire & Demise | Alarmprisen                     | Nominacja | [ 25 ] |
| 2001 | Metal       | Prometheus – The Discipline of Fire & Demise | Spellemannprisen                | Laur      | [ 26 ] |
| 2009 | Inspiration | Emperor                                      | Metal Hammer Golden Gods Awards | Laur      | [ 27 ] |